# Уборки (Червенський район)
Уборки (біл. вёска Уборкі) — село в складі Червенського району Мінської області, Білорусь. Село підпорядковане Руднянській сільській раді, розташоване в центральній частині області.